# لويزا رانييري
لويزا رانييري (بالإيطالية: Luisa Ranieri)‏ هي مقدمة تلفزيونية وممثلة إيطالية، ولدت في 16 ديسمبر 1973 بنابولي في إيطاليا.

## أعمال

### أفلام
- (2010) رسائل إلى جولييت[5][6]

## وصلات خارجية
- لويزا رانييري على موقع IMDb (الإنجليزية)
- لويزا رانييري على موقع ميتاكريتيك (الإنجليزية)
- لويزا رانييري على موقع روتن توميتوز (الإنجليزية)
- لويزا رانييري على موقع ألو سيني (الفرنسية)
- لويزا رانييري على موقع أول موفي (الإنجليزية)
- لويزا رانييري على موقع قاعدة بيانات الأفلام السويدية (السويدية)
- لويزا رانييري على موقع قاعدة بيانات الفيلم (الإنجليزية)
- لويزا رانييري على موقع كينوبويسك (الروسية)